# 李根深
參數所指定的目標頁面不存在，建議更正成存在頁面或直接建立下列一個頁面（建立前請先搜尋是否有合適的存在頁面可以取代）：
- 李根深 (嘉慶進士)

李根深（1930年7月—2015年10月9日），浙江湖州南浔镇人，中华人民共和国政治人物。

## 生平
早年毕业于上海交通大学机械系动力专业，后攻读莫斯科莫洛托夫动力学院机械动力制造系，获副博士学位。1964年，任国防部第七研究院第三研究所副所长。1972年，任第六机械工业部第七研究院第三研究所副所长，后升任所长。
1983年，任中共黑龙江省委常委、省委秘书长。1985年，兼任哈尔滨市委书记。1992年，任黑龙江省人大常委会副主任。1994年，任哈尔滨动力设备股份有限公司及哈尔滨电气集团董事长。
2015年10月9日，李根深因病在黑龙江省哈尔滨市逝世，享年85岁。